# Gucialit (plaats)
Gucialit is een bestuurslaag in het regentschap Lumajang van de provincie Oost-Java, Indonesië. Gucialit telt 4351 inwoners (volkstelling 2010).